# Jacques Poli
Pour les articles homonymes, voir Poli.
 (avril 2013).
Si vous disposez d'ouvrages ou d'articles de référence ou si vous connaissez des sites web de qualité traitant du thème abordé ici, merci de compléter l'article en donnant les références utiles à sa vérifiabilité et en les liant à la section « Notes et références ».
Jacques Poli est un peintre français né le 1er juillet 1938 à Nîmes et mort le 12 avril 2002 à Paris.

## Biographie
De 1960 à 1962, Jacques Poli suit des études à l'École des beaux-arts d'Avignon, et de 1966 à 1966 à l'École nationale supérieure des beaux-arts de Paris dans l'atelier de Roger Chastel où ses condisciples sont Claude Viallat, Daniel Buren, Niele Toroni, François Rouan, Vincent Bioulès, Michel Parmentier, Pierre Buraglio et Joël Kermarrec.
Jacques Poli se retrouvera réuni par Gassiot-Talabot avec Joël Kermarrec, Hervé Télémaque, Jan Voss parmi les tenants de la figuration narrative, puis il suivra son propre chemin.
À ses débuts Jacques Poli peint au pistolet sur des toiles cirées tendues. 
Après 1968, le retour à la peinture impliquant la main génère des périodes ou des séries de toiles.
L'année 1974 se caractérise par l'emploi de l'outillage industriel.
Vient ensuite, la série des « Insectes », puis le modèle de l'architecture baroque européenne dont il ne retient que les détails.
En 1976, il devient professeur à l'École des beaux-arts de Rouen.